# Ludmila Eva Františka z Kolovrat
Ludmila Eva Františka Krakovská z Kolovrat a Březnice (německy Ludmilla Eva Franziska von Kolowrat-Krakowsky a Brzesnitz, 1616 – 28. května 1695), rozená Hýzrlová z Chodů, byla český šlechtic provdaná do rodu Kolovratů.  

## Život

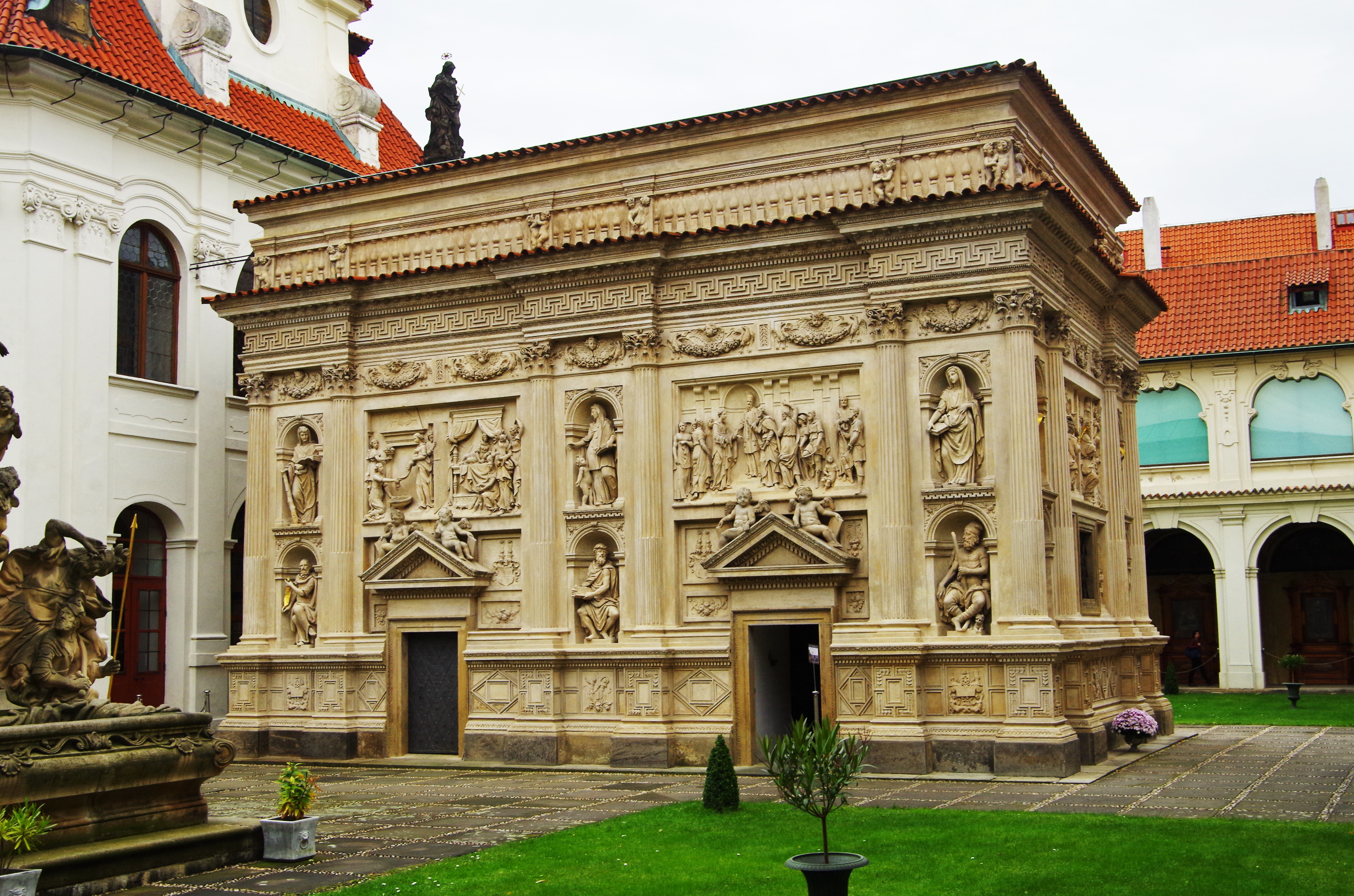
Svatá chýše pražské Lorery, místo posledního odpočinku Ludmily Evy

Narodila se jako dcera Bernarda Hýzrleho z Chodů a Anežky Robenhauptové ze Suché. 
Po smrti svého posledního manžela Viléma Albrechta Krakovského z Kolovrat (1600–1688) se Ludmila Eva věnovala charitativní činnosti a péči o hradčanskou Loretu, kde nechala roce 1691 postavit kapli sv. Josefa. Loretánské klenotnici odkázala i svatební šaty s více než 6500 diamanty, z nichž byla ve Vídni v roce 1698 zhotovena diamantová paprsková monstrance (známá také jako Paprsková monstrance nebo Pražské slunce). Monstranci zhotovil vídeňský zlatník Matyáš Stögner. S prací začal v roce 1696, rok po smrti Ludmily. Monstrance osázená 6580 brilianty, z nichž některé dosahovaly hodnoty 25 000 florinů za kus, byla dokončena v roce 1699.
V pokladnici loretánského kostela se nachází také vyobrazení hraběnky v životní velikosti a zlatou výšivku jejího roucha zdobí kameny, které darovala kostelu.

### Manželství
Hraběnka Ludmila Eva Františka Hýzrlová z Chodů byla třikrát vdaná. Naposledy se stala pátou a poslední manželkou hraběte Viléma Albrechta Krakovského z Kolovrat (1600–1688) z březnické rodové linie Kolovratů, nejvyššího hofmistra a zemského soudce, který díky své obratnosti a podnikatelskému duchu rozšířil vlastnictví Kolovratů o mnohé statky. Mimo jiné v roce 1688 založil finanční fideikomis pro primogenituru a pro sekundogenituru fond sestávající z Týnce, Běšin a dalších statků. 
Manželství zůstalo bezdětné a Ludmila Eva svého manžela přežila o sedm let. 
Jako velká donátorka Lorety pochována přímo v Santa Case, v „srdci lorety“. Je uložena pod dlažbou kaple, tedy nad klenbou krypty, jak to dosvědčují loretánské archiválie. Samotná krypta byla určena jako poslední místo odpočinku pro příslušníky patronátního rodu Lobkoviců.